# San Ildefonso (Ilocos Sur)
San Ildefonso ist eine philippinische Stadtgemeinde in der Provinz Ilocos Sur. Im Jahr 2015 lebten in dem nur 14,65 km² großen Gebiet 7787 Menschen, wodurch sich eine Bevölkerungsdichte von 532 Einwohnern pro km² ergab. Der überwiegende Teil der Bevölkerung lebt in der flachen Gegend von der Landwirtschaft. Durch San Ildefonso fließt auch der Bantaoay River.
San Ildefonso ist in folgende 15 Baranggays aufgeteilt:
- Arnap
- Bahet
- Belen
- Bungro
- Busiing Sur
- Busiing Norte
- Dongalo
- Gongogong
- Iboy
- Otol-Patac
- Poblacion East
- Poblacion West
- Kinamantirisan
- Sagneb
- Sagsagat